# FK Fotbal Třinec 2013/2014
FK Fotbal Třinec byl v sezóně 2013-2014 účastníkem 2. nejvyšší české ligy, kde se po roční odmlce vrátil, jako vítěz Moravskoslezské fotbalové ligy. Sezónu začal s novým trenérem Pavlem Hajným.

## Hráli za Třinec 2013/2014
| Brankáři | Lukáš Brych                            | Archivováno 4. 3. 2016 na Wayback Machine.   |
|          | Václav Bruk                            | Archivováno 23. 9. 2010 na Wayback Machine.  |
| Obránci  | Petr Cigánek                           | Archivováno 7. 5. 2013 na Wayback Machine.   |
|          | Marek Čelůstka                         | Archivováno 4. 3. 2016 na Wayback Machine.   |
|          | Petr Lisický                           | Archivováno 23. 9. 2010 na Wayback Machine.  |
|          | Jan Malík                              | Archivováno 30. 12. 2018 na Wayback Machine. |
|          | Michael Hupka                          | Archivováno 23. 9. 2010 na Wayback Machine.  |
|          | Martin Sporysz                         | Archivováno 29. 12. 2018 na Wayback Machine. |
| Záloha   | Petr Joukl                             | Archivováno 23. 9. 2010 na Wayback Machine.  |
|          | Tomáš Matoušek                         | Archivováno 29. 12. 2018 na Wayback Machine. |
|          | Martin Motyčka                         | Archivováno 29. 12. 2018 na Wayback Machine. |
|          | Tomáš Dostál                           | Archivováno 29. 12. 2018 na Wayback Machine. |
|          | Jaroslav Málek                         | Archivováno 29. 12. 2018 na Wayback Machine. |
|          | Pavel Malíř                            | Archivováno 23. 9. 2010 na Wayback Machine.  |
|          | Marek Kyselý                           | Archivováno 7. 5. 2013 na Wayback Machine.   |
|          | Miroslav Ceplák                        | Archivováno 23. 9. 2010 na Wayback Machine.  |
|          | Petr Wojnar                            | Archivováno 30. 12. 2018 na Wayback Machine. |
| Útok     | Dennis Christu                         | Archivováno 29. 12. 2018 na Wayback Machine. |
|          | Tomáš Gavlák                           | Archivováno 4. 3. 2016 na Wayback Machine.   |
|          | Josef Čtvrtníček                       | Archivováno 29. 12. 2018 na Wayback Machine. |
|          | Radek Gulajev                          | Archivováno 4. 3. 2016 na Wayback Machine.   |
| Trenér   | Pavel Hajný (od 21.10 2013 Karel Kula) |                                              |

## 2. česká fotbalová liga 2013/2014 - výsledky
| Kolo | Domácí             | Výsledek | Hosté               | Střelci Třinec                                  |
| ---- | ------------------ | -------- | ------------------- | ----------------------------------------------- |
| 1.   | FK Viktoria Žižkov | 0:2      | Třinec              | Miroslav Ceplák, Tomáš Matoušek                 |
| 2.   | Třinec             | 1:2      | FK Baník Sokolov    | Tomáš Gavlák                                    |
| 3.   | FK Ústí nad Labem  | 3:1      | Třinec              | Marek Čelůstka                                  |
| 4.   | Třinec             | 1:2      | FC Hradec Králové   | Miroslav Ceplák                                 |
| 5.   | FK Bohemians Praha | 1:3      | Třinec              | 2x Radek Gulajev, Martin Motyčka                |
| 6.   | Třinec             | 0:1      | FC Graffin Vlašim   |                                                 |
| 7.   | Frýdek Místek      | 0:1      | Třinec              | Pavel Malíř                                     |
| 8.   | Třinec             | 0:0      | FK Baník Most 1909  |                                                 |
| 9.   | FC Fastav Zlín     | 3:0      | Třinec              |                                                 |
| 10.  | Třinec             | 4:2      | Vltavín             | 2x Petr Cigánek, Josef Čtvrtníček, Tomáš Gavlák |
| 11.  | Karviná            | 2:1      | Třinec              | Petr Wojnar                                     |
| 12.  | Třinec             | 1:2      | FK Pardubice        | Jan Jeřábek (vlastní branka Pardubic)           |
| 13.  | Třinec             | 1:1      | FC MAS Táborsko     | Dzmitry Rekish                                  |
| 14.  | FK Varnsdorf       | 3:1      | Třinec              | Tomáš Matoušek                                  |
| 15.  | Třinec             | 1:3      | SK České Budějovice | Radek Gulajev                                   |
| 16.  | Sokolov            | 0:0      | Třinec              |                                                 |
| 17.  |                    |          |                     |                                                 |
| 18.  |                    |          |                     |                                                 |
| 19.  |                    |          |                     |                                                 |
| 20.  |                    |          |                     |                                                 |
| 21.  |                    |          |                     |                                                 |
| 22.  |                    |          |                     |                                                 |
| 23.  |                    |          |                     |                                                 |
| 24.  |                    |          |                     |                                                 |
| 25.  |                    |          |                     |                                                 |
| 26.  |                    |          |                     |                                                 |
| 27.  |                    |          |                     |                                                 |
| 28.  |                    |          |                     |                                                 |
| 29.  |                    |          |                     |                                                 |
| 30.  |                    |          |                     |                                                 |

## Pohár české pošty - výsledky
| Kolo | Domácí            | Výsledek       | Hosté          | Střelci Třinec                                      |
| ---- | ----------------- | -------------- | -------------- | --------------------------------------------------- |
| 1.   | FK Nový Jičín     | 1:6            | Třinec         | 4x Josef Čtvrtníček, Tomáš Matoušek, Dennis Christu |
| 2.   | MFK Frýdek-Místek | 1:2            | Třinec         | Miroslav Ceplák, Radek Gulajev                      |
| 3.   | Třinec            | 1:1 (6–7 pen.) | FK Dukla Praha | vyřazeni                                            |